# 花墟公園

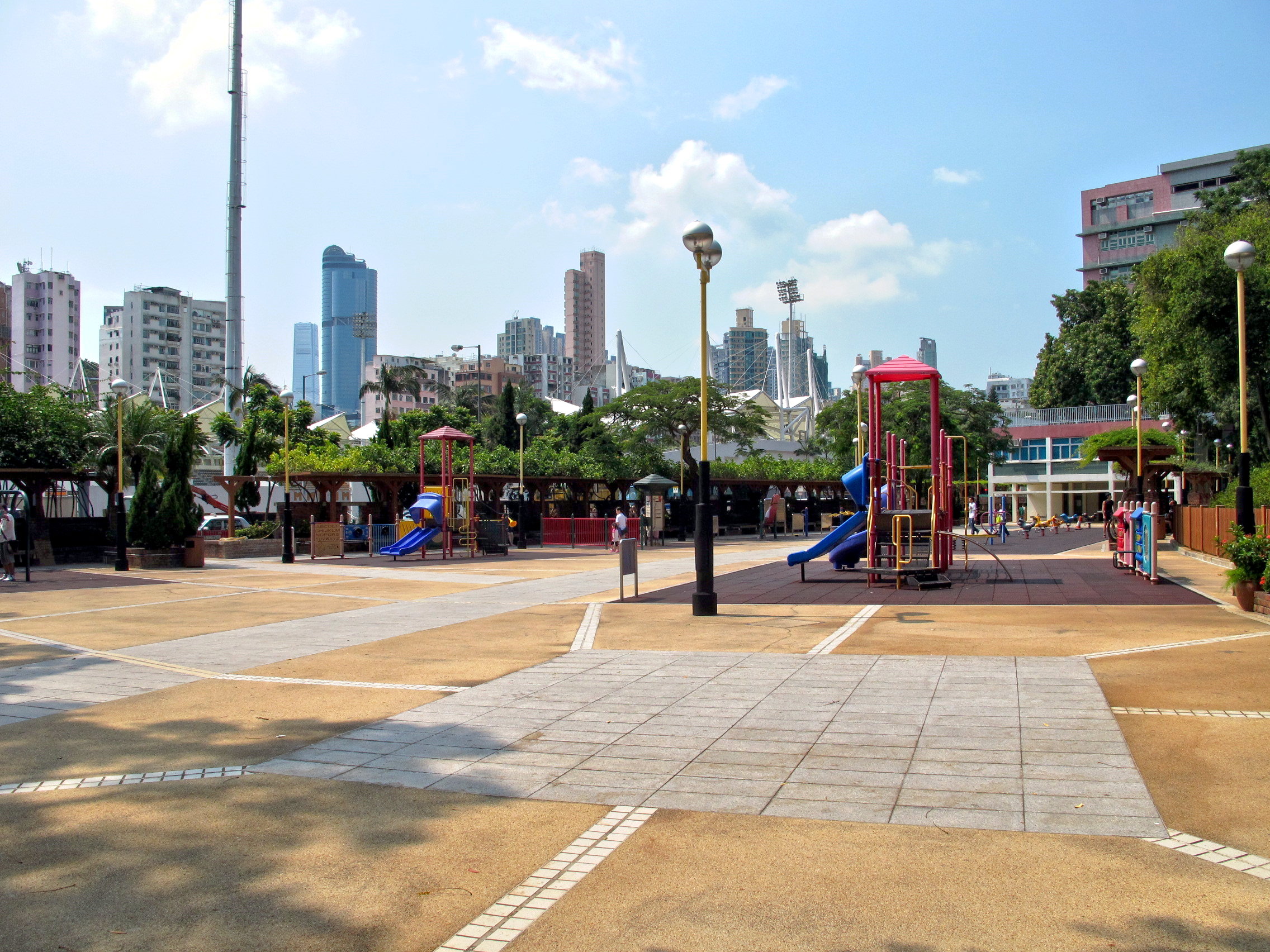
花墟公園兒童遊樂場

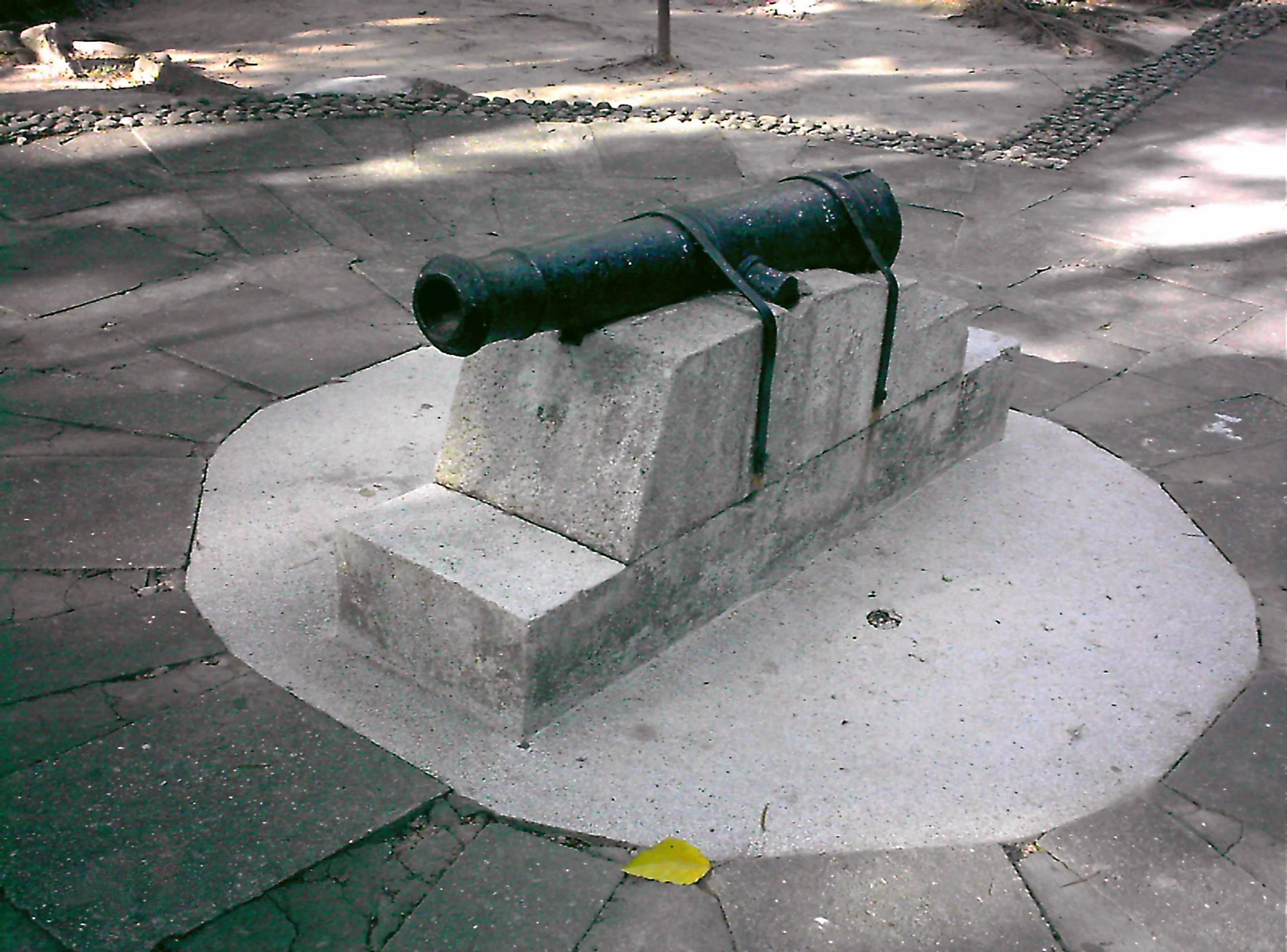
花墟公園：高地展示的古砲

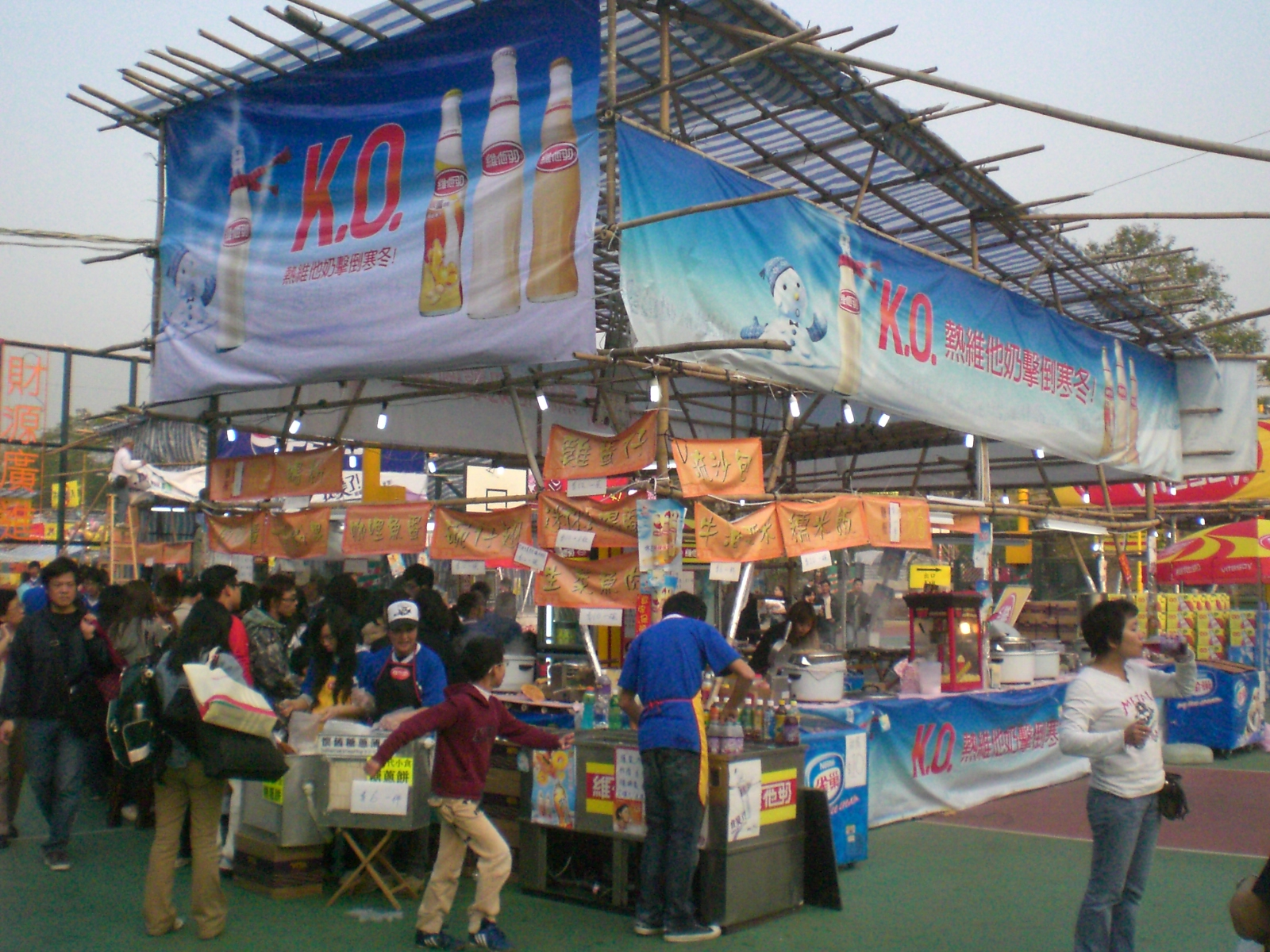
2009年香港年宵

花墟公園（英語：Fa Hui Park）位於香港九龍深水埗區又一村南面，正門面向界限街以及旺角大球場。由於深水埗區與油尖旺區以界限街爲分界線，花墟公園剛好座落在分界線邊上，與旺角核心地段更近，鄰近旺角東站，故香港市民一般都會把花墟公園當成旺角一部分，稱之爲「旺角花墟公園」，但政府官方文件一般會嚴格遵循法定分區分界線，將其稱爲「深水埗花墟公園」，二者實爲同一處地方。
花墟公園為界限街花墟鮮花批發市場及花墟村木屋區舊址，1955年11月1日花墟村發生大火，造成5死20餘傷，焚燬400餘間木屋。1956年10月22日，花墟村再次發生大火，焚燬120餘間木屋。當局遂將原址改建成現在的公園，1962年開放。公園佔地3.19公頃，低地設有4個排球場、3個籃球場及兩個硬地足球場、兒童遊樂場、休憩公園、涼亭、小食亭、盥洗室、更衣室等；高地保留著原始叢林，參天巨木間，更陳列了一門於該公園興建時發掘出的古炮。
每逢農曆新年前夕，花墟公園設有年宵市場，人流跟維多利亞公園相差不遠。

## 禁煙安排
此場地全面禁煙。

## 鄰近
- 園圃街雀鳥花園
- 達之路
- 陳樹渠紀念中學
- 東鐵綫旺角東站
- 大坑東道
- 界限街

## 外部連結
- 2008年10月的花墟公園之影像